# United States Army Signal Corps
Corps des transmissions de l'armée des États-Unis
L'United States Army Signal Corps (Corps des transmissions) est une unité de l'armée américaine créé en 1863 dont la fonction est de développer, tester, fournir et gérer les communications et les systèmes d'information et de communication pour le contrôle et le commandement des forces armées combinées.

## Première Guerre mondiale
Tout au long de cette guerre, le chef de service, George Owen Squier, travailla en collaboration étroite avec les entreprises de télégraphie américaines pour perfectionner les tubes électroniques ; simultanément, il ouvrait un laboratoire militaire spécialisé au Camp Alfred Vail. Les premiers radiotéléphones du Signal Corps furent inaugurés sur le théâtre européen en 1918. Quoique les radios à signaux vocaux fussent déjà plus efficaces que les radiotélégraphes, la technique télégraphique dominait dans l'équipement des troupes.
Une unité féminine, surnommée les Hello Girls, est déployée avec le corps expéditionnaire américain en France.

## Seconde Guerre mondiale
En 1937, le directeur du laboratoire militaire de Fort Monmouth, le colonel William Blair, avait fait breveter une forme primitive de radar. Bien avant l'entrée en guerre des Etats-Unis, deux équipements dérivés, le SCR-268 et le SCR-270, commençaient à équiper l'armée. Avec la Radio FM, autre innovation des années 1930, le radar s'avéra la principale nouveauté pour les transmissions au long du conflit.